# 동성애 혐오
동성애 혐오(同性愛嫌惡) 또는 호모포비아(Homophobia)는 동성애나 동성애자에게 갖는 부정적인 태도와 감정을 말하며, 경멸, 혐오, 편견 등으로 표출될 수 있다. 동성애자를 혐오하는 개인 및 집단을 가리켜 동성애 혐오자 (同性愛嫌惡者) 또는 호모포빅(Homophobic)이라 한다. 혐오의 원인으로는 비이성적인 공포나 동성애가 자신이 믿는 종교의 교의에 어긋나는 죄악이라고 생각하는 것 등이 있다. 심지어는 동성애자를 향한 범죄까지 보이기도 하는 극단적 동성애 혐오도 있다. 동성애 혐오는 성적 지향이 다른 성소수자들에 대한 인권 문제로까지 퍼져나가면서 현재 세계 곳곳에서 동성애 혐오 반대 운동이 일어나기도 한다.
동성애자에 대한 혐오를 조장하는 원인과 배경은 종교적인 이유나 정치/사회적인 이유 등 다양한 측면에서 찾아볼 수 있다.

## 의도적 색칠
동성애자들에 대한 마녀사냥과 비하, 의도적 색칠도 존재한다고 한다. 2005년 7월 14일 '아침 프로그램인 정보토크 - 팔방미인이라는 프로그램에서 성 소수자인 트랜스젠더를 소재로 방영했다.그런데 이 방송에 전문가로 출연한 한 신경정신과 전문의는 트랜스젠더는 ‘자신의 배우자가 동성이기를 바라는 것’이고, 동성애자는 ‘단지 잠자리 상대가 동성이기를 원하는 것’이라고 설명했으며 신체적인 성과 사회문화적인 성 사이에서 오는 혼란을 “질병”이라고 단언하며, 트랜스젠더에게 ‘다시 돌아오는 것은 힘들겠지만 정신과 치료를 꾸준히 받을 것’을 조언했다.' 한다.
또 7월 14일 '이성애자를 '일반'이라고 부르는 것에, 성 소수자들 스스로 만들어낸 '이반'이라는 단어를 이성애자를 반대하는 모임으로 잘못된 정보를 전달했으며, 청소년 동성애자가 참여할 수 있는 동성애자 인권캠프 포스터가 붙어 있는 것이 잘못되었다는 등 '버젓이 붙어있다'는 꼬릿말을 달며 한 성인 레즈비언 바를 10대 이반 까페로 소개하는등 허위사실을 보도하기도 했다.'한다. 동성애자를 이반이라 부르는 것은 일반인의 일반에 대해서 스스로 창조한 용어로 이성애자를 반대한다는 의미는 아니다. 또한 동성애가 전염된다는 증거불명의 편견 역시 상존하고 있다.

## 한국에서의 현황
대한민국에서는 유교 사상과 기독교가치관에 입각한 동성애자 혐오와 공포, 거부감 등이 존재해 왔다. 대한민국에서는 2000년 홍석천, 하리수, 이시연 등의 등장 이전에는 동성애자라는 사실을 밝히기만 해도 주변에서 따돌림, 학교 폭력에 노출되거나 취업 등에 불이익 등을 받아왔다. 1998년 5월 17일에는 동성애자 인권 운동가 오세인이 1997년 자신이 게이임을 가족에게 밝혔다가 추방당한 후, 활동하던 단체 사무실에서 자살하였고, 2003년 4월 26일에는 동성애자를 악마, 사탄 등으로 비판하는 일부 극단주의 개신교도의 비판과 동성애를 청소년 유해 단어, 음란물로 지정하려는 움직임에 반대한 시인 겸 작가 육우당이 성 소수자 혐오에 반대하며 자살하였다.
2000년 이후 자신이 게이임을 커밍아웃한 홍석천을 시작으로 트랜스젠더인 하리수, 이시연 등의 공개적 활동 등으로 성 소수자들에 대한 맹목적 공포감과 거부감이 사회적으로 서서히 사라지기 시작하였다. 이후 일부 단체와 일부 사회 인사들을 중심으로 성 소수자들의 활동을 지지, 성 소수자 문화제 개최 등의 행사가 본격 나타나기 시작하였다.
그러나 이후로는 동성애자에 대한 인식이 점차 개선되고 있는데, 미국의 조사전문기관인 퓨 리서치 센터에서 2013년에 조사한 자료에서 동성애를 인정해야 한다는 응답의 비중의 2007년의 18%에 비해 39%로 증가했다. 그리고 2022년 이후로는 여러 대중매체에서 동성애자와 관련된 내용이 꽤나 언급될 정도로 인식이 호의적으로 바뀌고 있으며,차해영이 최초로 제8회 전국동시지방선거에서 대한민국 최초로 동성애자 정치인이 되었다.

## 기타
2012년 ‘성소수자 차별반대 무지개행동’이 그해 7~8월 청소년(20살 미만) 성소수자 221명을 대상으로 벌인 실태조사 결과를 보면, ‘학교에서 성적 지향 또는 성별 정체성으로 인한 차별이 심하다’고 답한 이들이 54.3%로 절반이 넘었다. 주관식 응답에서 청소년들은 “동성애는 정신병이다”, “에이즈 발병 원인은 동성 간 성관계” 같은 말들을 차별 사례로 꼽았다.

## 같이 보기
- 국제 동성애 혐오 반대의 날
- 양성애 혐오증
- 트랜스포비아
- 증오 범죄
- 소수자 스트레스